# Кишчай
Кишчай (азерб. Kişçay) — река в Азербайджане, правый приток Айричая. Протекает по территории Шекинского района. Длина — 33 км, площадь бассейна — 265 км², объём годового стока 116 млн м³.

## Описание
Исток Кишчая расположен на южном склоне Главного Кавказского хребта, на высоте 2900 м. Река питается подземными, снеговыми и дождевыми водами. Каждые 2—3 года на реке возникают сели. На реке имеется ГЭС, вода реки широко используется для водоснабжения и орошения. В верхнем течении реку называют Дамарчин (Дамарджик). Течёт в общем юго-западном направлении. На реке стоят сёла Киш, Охуд, районный центр город Шеки, сёла Кохмух, Балталы и вблизи устья — Кудула.
Основные притоки — Кайнар (правый) и Чхотурма (левый).

## Топонимика
Гидроним происходит от названия села Киш.